# Bajotierra (Narnia)
Bajotierra (conocido también como Mundo Inferior, Submundo, Reino Profundo y Tierra Inferior) es un país ficticio de la serie de fantasía infantil Las Crónicas de Narnia de C. S. Lewis. Según él (el autor), Bajotierra está en el subsuelo de Narnia, y es mencionada principalmente en La Silla de Plata, donde Eustace y Jill viajan a esta tierra buscando al Príncipe Rilian. Lo encuentran en este país, y lo liberan del encanto hecho por la Dama de la Saya Verde.

## La búsqueda de Rilian
Jill, Eustace y Charcosombrío se encuentran con la Dama de la Saya Verde en el puente de los gigantes. Ella les dice que vayan a la casa de los gigantes al norte. En el camino, los tres cruzan una colina con un laberinto de trincheras extrañas. Desde el alto mirador de la casa de los gigantes, ven que las trincheras están en hechas de letras, y reconocen la frase "Under Me" (Debajo de mí) como una de las señales dadas por Aslan para orientar su búsqueda de Rilian. Ellos determinan seguir las instrucciones, y encuentran un pasillo que los conduce al subsuelo.
Estando en el subsuelo, ellos se encuentran con el Guardián de la Marchas de Bajotierra, acompañado por un centenar de terranos (gnomos) "de todos los tamaños, desde pequeños gnomos con apenas un pie de altura, hasta aquellos que son mucho más altos que los seres humanos." Los terrícolas los escoltan a través de muchas cavernas naturales ("cada una menor que la anterior") en dirección al Castillo Oscuro de la Dama de la Saya Verde, la reina de Bajotierra. En el camino pasan junto a muchos animales muertos o durmientes del mundo exterior, que, según se dice, "despertarán en el fin del mundo."
Después de muchas millas de viaje, pasan junto a un gigante dormido llamado Padre Tiempo. Se dice que él fue una vez un rey en el Mundo Exterior, actualmente caído en el Reino Profundo, y que sueña con el nuevo mundo exterior. Y como los animales que vieron antes, él también se despertará en el fin del mundo.
La última etapa de su viaje los lleva a bordo de un barco, que está remando a través del vasto mar sin sol en dirección a la ciudad donde se encuentra el Castillo Tenebroso de la reina de Bajotierra. Se dice que muchos viajeros provenientes del mundo exterior que tomaron este barco, no volvieron a su lugar de origen. El tema recurrente es que muchos habitantes desafortunados que cayeron de alguna manera a Bajotierra, quedan atrapados y permanecen dormidos hasta el fin del mundo. En Bajotierra impera el silencio; entre los durmientes de arriba los terranos trabajan diligentemente, pero se comunican en voz baja.

## El escape de Rilian
Cuando Rilian es rescatado y mata a la reina de Bajotierra, él y los demás tratan de encontrar una manera de volver al mundo exterior. Rilian sabe de un paso nuevo de este lado del Mar sin Sol (Mar Subterráneo), que los terranos han excavado recientemente en la preparación de la invasión a Narnia por parte de la reina de Bajotierra (la Dama de la Saya Verde). Ellos temen ser detenidos por los terranos, pero, en la conmoción rompen el silencio imperante en aquel lugar y descubren que los terranos también habían sido atrapados en este país (Bajotierra) por arte de magia de la reina. Ahora que ella está muerta, los terranos son liberados de su tarea de preparar la invasión, y regresan con alegría a su propia casa: la tierra de Bism.
Bism, muy por debajo del Reino Profundo, brilla con el calor volcánico. Como Golg, su guía terrano, los lleva más allá de la apertura a Bism, los viajeros miran hacia abajo y ven un río de fuego y lava donde salamandras nadan, además de bosques y campos de muchos colores, no muy diferentes a un vitral. Lewis describe Bism como un lugar de belleza para los gnomos, que desean llegar a él tanto como Rilian y sus compañeros quieren llegar al mundo exterior. Golg describe positivamente las piedras preciosas de Bism, ya que aparte de tener vida, superan en gran medida a las riquezas "muertas" del mundo exterior, ubicadas en minas de poca profundidad. Rilian desea intensamente conocer de cerca esta tierra, pero la brecha entre el Submundo (Bajotierra) y Bism está a punto de cerrarse, y rápidamente los gnomos la atraviesan para estar al otro lado. Rilian y sus compañeros salen a la superficie a través del túnel excavado por los propios gnomos (terranos).

## El fin del mundo
En La última batalla (libro que narra el final de Narnia), el Padre Tiempo hace otra aparición. Desde la puerta del establo, Aslan lo llama, y él se despierta y se yergue para tocar la trompeta que anuncia el fin del mundo. Todas las criaturas del mundo de Narnia pasan por delante de la puerta, ya sea para entrar o no, y ven la caída de las estrellas del cielo y la inundación del mundo. Por último, antes de que Aslan le ordene al Gran Rey Pedro que cierre la puerta, el Padre Tiempo apaga el sol.